# Lidsing
Lidsing – osada w Anglii, w hrabstwie Kent. Leży 8 km od miasta Maidstone. W 1911 roku civil parish liczyła 98 mieszkańców.